# 与田凖一

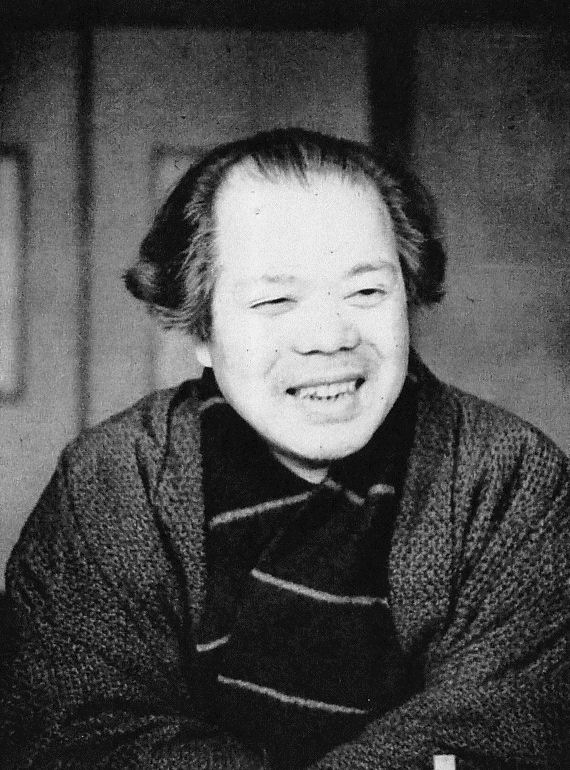
与田凖一

与田 凖一（よだ じゅんいち、1905年6月25日（戸籍上は8月2日生まれ） - 1997年2月3日）は、日本の児童文学者・詩人。昭和期の日本の児童文学界において指導的役割を担った。作詞家を担当、巽聖歌らと親交を結びその後も本格的な執筆活動を開始し、1929年に初の童謡集「旗・蜂・雲」を出版した。作詞家橋本淳の父。ドイツ文学翻訳の与田静（1942-　）は長女。與田凖一、与田準一の表記もある。日本ペンクラブ会員。

## 経歴
1905年、福岡県山門郡瀬高町（現在のみやま市瀬高町）に浅山与太郎、スエの次男として生まれた。翌年、親戚の与田家の養子となり、以降は与田姓を名乗った。養父母を相次いで亡くしたため、実家である浅山家で育つ。
1924年に筑後市で小学校代用教員に採用され、翌年から下妻尋常小学校訓導となる。ドルトン・プランの影響を受け、児童の作品とともに自作を『赤い鳥』などに投稿する。1926年教職を辞し、1928年北原白秋を頼って上京。『白秋全集』の校正を手伝うも体調を崩して一時帰郷する。翌年再び上京し、『乳樹』を創刊しつつ、赤い鳥社に入社する。1933年、同社を退社。1940年日本文化協会から第1回児童文化賞を受賞する。
終戦後は周郷博の斡旋により、1950年から1960年まで日本女子大学で講師として児童文学を講じた。門下には、まど・みちおをはじめ、岩崎京子、生源寺美子、あまんきみこ、神沢利子らがいる。1962年より日本児童文学者協会の第6代会長を務めた。1967年『与田凖一全集』でサンケイ児童出版文化賞、1973年『野ゆき山ゆき』で野間児童文芸賞を受賞した。1982年、みやま市瀬高町の清水寺に与田の詩碑が建立された。1990年モービル児童文化賞を受賞。墓所は多磨霊園。
2009年10月、みやま市に与田の功績をまとめた記念館が作られた。毎年10月には「与田凖一児童文学祭 むっきっきまつり」が催されている。

## おもな作品

### 作品集
- 『与田凖一全集』全6巻 大日本図書、 1967

### 童話
- 『猿と蟹の工場』版画荘、 1935
- 『幼稚園童話』新生堂書店、 1939
- 『山羊とお皿』第一書房、 1940
- 『土ヲキセタタネ カタカナ童話』大日本雄弁会講談社、 1943
- 『海の少年飛行兵』大和書店、 1944
- 『海のなかの歌』川流堂書房、 1946
- 『レールの歌』広島図書、 1949
- 『さんたろうもも 新選童話集』人文書房、 1949
- 『だってさんともしもさん』西荻書店、 1950
- 『ころちゃんとオートバイ』國民図書刊行会、 1950
- 『チューリップの町』國民図書刊行会、 1950
- 『赤い電話器』西荻書店、 1951
- 『五十一番目のザボン』光文社、 1951
- 『ふうせんのおしらせ』福音館書店、 1959
- 『ピアノのたまご』 ポプラ社、1961
- 『クミの絵のてんらん会』実業之日本社、 1965
- 『なにしているの?』童心社、 1965
- 『あかちゃんのはなし』福音館書店 1967
- 『ビップとちょうちょう』福音館書店、 1967
- 『ピアノのたまご』小峰書店、 1969
- 『小さな町の六』あかね書房、 1972
- 『トムのまめサムのまめ』岩崎書店、 1972
- 『ポプラ星』講談社、 1974-1979
- 『ばらのいえのリカおばさん』フレーベル館、 1975
- 『ぼくがかいたまんが』国土社、 1975
- 『長者どんのむこえらび』あかね書房、 1975
- 『かえるのあまがさ』童心社、 1977
- 『まいごのとむ』あい書房、 童心社(発売)、 1977
- 『うみひこやまひこ』岩崎書店、 1977
- 『きかいがしまむかし 喜界島民話より』フレーベル館、 1979
- 『ハーヨとおじいさん』童心社、 1981
- 『いたずらぎつね 福岡県』第一法規出版、 1981
- 『はははるだよ』金の星社、 1982
- 『おばあさんとこぶたのぶうぶう』ひさかたチャイルド、 1982
- 『ねことごむまり』童心社、 1987
- 『ちくたくてくはみつごのぶただ』童心社、 1990

### 翻訳
- フランソワーズ『まりーちゃんとひつじ』岩波書店、 1956
- ボーモン夫人『ベルと魔物』講談社、 1963
- サムイル・マルシャーク『おひげのとらねこちゃん』橋本みさご共訳 童心社、 1968
- マリー・ホール・エッツ『わたしとあそんで』福音館書店、 1968
- カーラ＝カスキン『あめのひって すてきだな』偕成社、 1969
- M.W.ブラウン『ちいさなとりよ』岩波書店 1978
- M.W.ブラウン『せんろはつづくよ』岩波書店、 1979

### 童謡・唱歌
- 『旗・蜂・雲 童謠集』アルス、 1933
- 『戦ふ兵隊蟻 童謡集』中央公論社　1941
- 『ヨイコノムラ』農山漁村出版所、 1943.
- 『二つの地球 童謡集』育英出版、 1947
- 『日本童謡集』（編）岩波文庫、 1957
- 森の夜明け（作曲：中田喜直）
- ことりのうた（作曲：芥川也寸志）
- ステンカ・ラージン（ロシア民謡）
- ほうかほか（作曲：渡辺茂）[4]
- 『野ゆき山ゆき 少年少女詩曲集』大日本図書、 1973

### 詩集
- 『伊勢参宮 詩集』大成出版、 1944
- 『詩集海の少年飛行兵 青少年におくりて』大和書店、 1944
- 『少国民のための大東亜戦争詩』（編）国民図書刊行会、 1944
- 『おひさまがいっぱい』童心社、 1975
- 『ゆめみることば』教育出版センター、 1980

### 評論
- 『童謠覺書』天佑書房、 1943
- 『幼兒の言葉』第一書房、 1943
- 『子供への構想 児童文学論集』帝国教育会出版部、 1942
- 『私達の詩の勉強』広島図書 1951
- 『詩と童話について』すばる書房、 1976
- 『青い鳥・赤い鳥』講談社、 1980

### 校歌
- 宮古市立磯鶏小学校（作曲：岩船正治） - 1941年[5]
- みやま市立下庄小学校
- みやま市立上庄小学校
- 筑後市立下妻小学校
- 石岡市立園部小学校
- 碧南市立棚尾小学校
- 小平市立花小金井小学校
- 小平市立小平第十小学校
- 石岡市立国府中学校
- 秩父市立影森小学校
- 塩尻市立洗馬小学校
- 三鷹市立大沢台小学校
- つくばみらい市立小張小学校
- 水戸市立第四中学校
- 三鷹市立第五中学校

## 註
1. 1 2 3 4 5 6 7 8 9 10 11 12 13 14 15 16 17  “與田凖一”. www.library.miyama.fukuoka.jp.  與田凖一記念館. 2022年8月29日閲覧。
2. ↑  https://kotobank.jp/word/%E4%B8%8E%E7%94%B0%20%E6%BA%96%E4%B8%80-1658562
3. ↑  みやま市立図書館「郷土の人物：與田凖一」
4. ↑  渡辺, 茂 (1961) (英語). たきび : こどものうた : 渡辺茂作曲集. 音楽之友社
5. ↑  花坂蔵之助 編『白浜 宮古市立愛宕小学校白浜分校創立百周年記念誌』宮古市立愛宕小学校白浜分校創立百周年実行委員会、1986年9月20日、35頁。doi:10.11501/12054503。